# 海濱省 (南斯拉夫)
海滨省  在1929至39年是南斯拉夫王国的一个省，领土包括古达尔马提亚大部分，亦即今克罗地亚沿海领土，以及波斯尼亚和黑塞哥维那部分地区，因滨临亚得里亚海而得名，首府是斯普利特。
1939年，该省与萨瓦河省和邻近省份部分地区合并，组成克罗地亚省。
1941年，该省被轴心国占领。从斯普利特到扎达尔的沿海地区被意大利占领，而其余地区变成克罗地亚独立国一部分。战后，该地大部分成为南斯拉夫社会主义联邦共和国下辖的波斯尼亚和黑塞哥维那和克罗地亚部分。